# 3414 Champollion
3414 Champollion (1983 DJ) là một tiểu hành tinh vành đai chính được phát hiện ngày 19 tháng 2 năm 1983 bởi Bowell, E. ở Flagstaff (AM).